# Lijst van afleveringen van De Avonturen van Jimmy Neutron: Wonderkind
Dit is een lijst met afleveringen van de Amerikaanse televisieserie De Avonturen van Jimmy Neutron: Wonderkind. De serie telt drie seizoenen. Een overzicht van alle afleveringen is hieronder te vinden.

## Seizoen 1
| Nr.   | Titel aflevering                                      | Uitzenddatum VS   |
| ----- | ----------------------------------------------------- | ----------------- |
| 1     | When Pants Attack                                     | 20 juli 2002      |
| 2     | Normal Boy / Birth Of A Salesman                      | 6 september 2002  |
| 3     | Brobot / The Big Pinch                                | 13 september 2002 |
| 4     | Granny Baby / Time Is Money                           | 20 september 2002 |
| 5     | Jimmy On Ice / Battle Of The Bands                    | 4 oktober 2002    |
| 6     | Raise The Oozy Scab / I Dream of Jimmy                | 27 september 2002 |
| 7     | Phantom of Retroland / My Son, the Hamster            | 30 oktober 2002   |
| 8     | See Jimmy Run / Trading Faces                         | 14 oktober 2002   |
| 9     | Hall Monster / Hypno-Birthday to You                  | 1 november 2002   |
| 10    | Krunch Time / Substitute Creature                     | 15 november 2002  |
| 11    | Safety First / Crime Sheen Investigation              | 30 november 2002  |
| 12    | Maximum Hugh / Sleepless in Retroville                | 27 mei 2003       |
| 13    | Journey to the Center of Carl / Aaughh!! Wilderness!! | 31 januari 2003   |
| 14    | Party at Neutron's / Ultra Sheen                      | 27 februari 2003  |
| 15    | Broadcast Blues / Professor Calamitous, I Presume     | 14 maart 2003     |
| 16-17 | The Eggpire Strikes Back                              | 25 april 2003     |
| 18    | Make Room for Daddy-O                                 | 6 juni 2003       |
| 19    | Love Potion 976/J                                     | 13 februari 2004  |
| 20    | Holly Jolly Jimmy                                     | 18 december 2003  |

## Seizoen 2
| Nr.   | Titel aflevering                            | Uitzenddatum VS   |
| ----- | ------------------------------------------- | ----------------- |
| 21    | A Beautiful Mine                            | 1 augustus 2003   |
| 22    | Sorry, Wrong Era                            | 5 september 2003  |
| 23    | Beach Party Mummy                           | 19 september 2003 |
| 24    | The Retroville 9 / Grumpy Young Men         | 3 oktober 2003    |
| 25    | Return of the Nanobots                      | 14 november 2003  |
| 26    | Nightmare in Retroville                     | 29 oktober 2003   |
| 27    | Monster Hunt / Jimmy For President          | 11 november 2003  |
| 28    | Sheen's Brain                               | 8 maart 2004      |
| 29    | MaternoTron Knows Best / Send in the Clones | 9 maart 2004      |
| 30    | The Great Egg Heist / The Feud              | 10 maart 2004     |
| 31    | Out, Darn Spotlight                         | 11 maart 2004     |
| 32    | The Junkman Cometh                          | 12 maart 2004     |
| 33    | Foul Bull / The Science Fair Affair         | 26 maart 2004     |
| 34    | Men At Work                                 | 2 juni 2004       |
| 35    | The Mighty Wheezers / Billion Dollar Boy    | 7 juni 2004       |
| 36-37 | Attack of the Twonkies                      | 11 november 2004  |
| 38-39 | Operation: Jet Fusion                       | 13 oktober 2003   |
| 40-41 | The Jimmy Timmy Power Hour                  | 7 mei 2004        |

## Seizoen 3
| Nr.      | Titel aflevering                                 | Uitzenddatum VS  |
| -------- | ------------------------------------------------ | ---------------- |
| 42       | The Tomorrow Boys                                | 23 mei 2005      |
| 43       | Fundemonium                                      | 24 mei 2005      |
| 44       | Lights! Camera! Danger!                          | 27 november 2004 |
| 45       | Who's Your Mommy? / Clash of the Cousins         | 20 juni 2005     |
| 46       | Stranded                                         | 26 mei 2005      |
| 47       | Jimmy Goes to College                            | 27 mei 2005      |
| 48       | Incredible Shrinking Town                        | 26 januari 2006  |
| 49       | Crouching Jimmy, Hidden Sheen                    | 18 november 2005 |
| 50       | One of Us / Vanishing Act                        | 24 januari 2006  |
| 51       | The Trouble with Clones                          | 25 januari 2006  |
| 52       | The Evil Beneath / Carl Wheezer, Boy Genius      | 26 januari 2006  |
| 53       | The N Men                                        | 27 november 2004 |
| 54       | Who Framed Jimmy Neutron? / Flippy               | 27 januari 2006  |
| 55       | King of Mars                                     | 25 november 2006 |
| 56       | El Magnifico/ Best In Show                       | 25 november 2006 |
| 57       | My Big Fat Spy Wedding                           | 22 juli 2005     |
| 58       | How to Sink a Sub / Lady Sings the News          | 17 november 2006 |
| 59-60    | Jimmy Timmy Power Hour 3: The Jerkinators        | 21 juli 2006     |
| 61-62    | The Jimmy Timmy Power Hour 2: When Nerds Collide | 16 januari 2006  |
| 63-64-65 | Win, Lose And Kaboom (1)                         | 9 juli 2004      |
| 66-67    | The League of Villains                           | 18 juni 2005     |